# Klasztor Zwiastowania Marii w Nagasaki
Klasztor Zwiastowania Marii (jap. お告げのマリア修道会修道院 Otsuge no Maria shūdō-kai shūdōin) – klasztor i sanktuarium maryjne franciszkańskiego zakonu Sióstr Zwiastowania Marii w Nagasaki, w Japonii, na wyspie Kiusiu.

## Historia
Chociaż obecny klasztor jest nowym budynkiem, to zakon, który ma tu dom generalny, jest jednym z najstarszych, które powstały w Japonii. Gdy władze japońskie w 1873 zalegalizowały chrześcijaństwo to ujawniły się wówczas tysiące „ukrytych chrześcijan” (kakure-kirishitan), z których większość powróciła po ponad 250 latach do katolicyzmu. 
Jednym z najbardziej aktywnych wówczas misjonarzy katolickich był ks. Marc Marie de Rotz, który w 1877 utworzył w Nagasaki żeński zakon świecki „Stowarzyszenie Krzyża Świętego”, a w 1879 „Stowarzyszenie św. Józefa” w Shitsu oraz kilka innych podobnych wspólnot, zajmujących się działalnością dobroczynną i społeczną. 
W 1956 biskup Nagasaki Paul Aijirō Yamaguchi połączył te rozproszone żeńskie wspólnoty w jeden zakon świecki „Stowarzyszenie Świętych Sióstr” z siedzibą w Ōura. 
W 1975 Stowarzyszenie stało się za zgodą Stolicy Apostolskiej pełnoprawnym zakonem Sióstr Franciszkanek Zwiastowania Marii. Obecny dom generalny zakonu z sanktuarium Zwiastowania Pańskiego został w 1992 wzniesiony w dzielnicy Koebaru w Nagasaki. Zakon prowadzi w prefekturze Nagasaki liczne instytucje medyczne, opiekuńcze, edukacyjne itp.